# Sinagoga Bicur Joilim
La Sinagoga Bicur Joilim (en hebreo: ביקור חולים‎, lit. 'visitar a los enfermos') es una sinagoga ubicada en la comuna de Santiago, provincia homónima, Región Metropolitana, Chile. Se trata de la sinagoga más antigua de la ciudad de Santiago, fundada en 1905, y la única que se mantiene todavía en el centro de la ciudad. Inicialmente comenzó como una sinagoga ortodoxa, pero actualmente es de carácter conservador.